# Puya atra
Puya atra är en gräsväxtart som beskrevs av Lyman Bradford Smith. Puya atra ingår i släktet Puya och familjen Bromeliaceae. Inga underarter finns listade i Catalogue of Life.